# Guglielmo IV di Provenza
Guglielmo IV (tra il 1003 ed il 1010 – prima del 1030) fu conte di Provenza dal 1018 alla sua morte.

## Origine
Figlio primogenito del conte di Provenza, Guglielmo II e della moglie Gerberga di Borgogna (?-1026), figlia del conte e duca Ottone I Guglielmo di Borgogna, come testimonia il monaco cluniacense e cronista, Rodolfo il Glabro (958-1026) e di Ermentrude di Reims (950-?), Contessa di Mâcon e Besançon.
Guglielmo II di Provenza era figlio del conte d'Avignone, conte di Provenza e marchese di Provenza, Guglielmo I e della prima moglie (come viene sostenuto dalle Europäische Stammtafeln, vol II, 187 (non consultate), Arsenda di Comminges (come risulta dal documento n° 598 del Cartoulaire de l'abbaye de Saint-Victor de Marseille, tome I, dell'aprile 970, in cui, Guglielmo e la moglie, la contessa Arsinda, fanno congiuntamente una donazione all'abbazia stessa) (ca.950- dopo il 979 anno in cui compare per l'ultima volta citata in un documento), che secondo lo storico Szabolcs de Vajay era figlia del conte Arnaldo di Comminges e della contessa Arsenda di Carcassonne. Sempre secondo Szabolcs de Vajay Arsenda era anche la sorella della viscontessa di Narbonne, Adelaide, che la cita nel suo testamento del 978 (documento n° 130 dell'Histoire Générale de Languedoc, Tome V, Preuves, Chartes et Diplômes.

## Biografia
Guglielmo viene citato, ancora giovane, per la prima volta, nel documento n° 646 del Cartoulaire de l'abbaye de Saint-Victor de Marseille, inerente ad una donazione fatta dai suoi genitori in favore dell'abbazia di San Vittorio di Marsiglia.
Nel 1018, Guglielmo succedette al padre, come conte di Provenza assieme ai fratelli, Folco Bertrando I e Goffredo I. A Guglielmo viene assegnato l'ordinale IV, perché l'ordinale III è stato assegnato ad un suo cugino, della dinastia bosonide, (Guglielmo III di Provenza), che, nel 1014, durante il regno di suo padre, Guglielmo II, era divenuto marchese di Provenza.
Subito dopo la morte del padre, Guglielmo II, in quello stesso anno, sua madre, Gerberga, unitamente a Guglielmo IV, citato come conte, e ai suoi fratelli, Folco Bertrando e Goffredo e alla matrigna di Guglielmo II, Adelaide d'Angiò (947-1026), fece una prima donazione, in suffragio dell'anima del marito, Guglielmo II; subito dopo, ancora nel 1018, ne fece una seconda, sempre assieme a Guglielmo IV ed ai suoi fratelli; ed infine una terza, ancora con Guglielmo IV ed i suoi fratelli. Infine, ancora nel 1019, secondo il Cartulaire de Saint-André-lès-Avignon, a pagina 32, risulta un'ulteriore donazione al monastero di Saint-André-lès-Avignon.
Di Guglielmo IV non si hanno molte informazioni, si sa soltanto che morì ancor giovane, prima del 1030, perché una donazione di quell'anno fatta da suo fratello, Folco Bertrando I, riportata dal Cartoulaire de l'abbaye de Saint-Victor de Marseille, tome II, non solo Guglielmo non viene menzionato, ma Folco Bertrando I è citato col titolo di conte.
La contea di Provenza andò al fratello Folco Bertrando I che la governò con l'altro fratello, Goffredo I; mentre il marchesato rimase al cugino Guglielmo III.

## Discendenza
Guglielmo morì senza lasciare discendenza.

### Fonti primarie
- (LA)  Cartoulaire de Marseille Saint-Victor Tome II.
- (LA)  Cartoulaire de Marseille Saint-Victor Tome I.
- (LA)  Recueil des Chartes de l'Abbaye de Cluny, tome I.
- (LA)  Recueil des Chartes de l'Abbaye de Cluny, tome III.
- (LA)  Histoire Générale de Languedoc, Tome V, Preuves, Chartes et Diplômes.
- (LA)  Rodulfi Glabri Historiarum Libri Quinque.

### Letteratura storiografica
- C. W. Previté-Orton, "L'Italia nel X secolo", cap. XXI, vol. II (L'espansione islamica e la nascita dell'Europa feudale) della Storia del Mondo Medievale, 1979, pp. 662–701.
- Louis Halphen, La Francia nell'XI secolo, in «Storia del mondo medievale», vol. II, 1979, pp. 770–806
- Louis Halphen, Il regno di Borgogna, in «Storia del mondo medievale», vol. II, 1979, pp. 807–821
- Paul Fournier, Il regno di Borgogna o d'Arles dall'XI al XV secolo, in «Storia del mondo medievale», vol. VII, 1981, pp. 383–410